# Batalla de La Victoria (1879)
La batalla de La Victoria fue una acción militar que tuvo lugar en La Victoria, estado Aragua, Venezuela, entre 26 de enero de 1879 y 6 de febrero de 1879, durante la Revolución Reivindicadora. La batalla concluyó con una victoria reinvindicadora y le abrió paso para entrar a Caracas.

## Batalla
El ejército reivindicador, al mando del general Gregorio Cedeño, quien propiciaba la vuelta al poder de Antonio Guzmán Blanco (entonces ausente en Europa), después de haber tomado a Puerto Cabello a comienzos de enero, se había concentrado en Valencia y marchado luego hacia La Victoria, a las inmediaciones de la cual llegó el 26 de enero. En La Victoria estaba concentrado el ejército que defendía al régimen antiguzmancista de Caracas al mando del general José Gregorio Valera, quien ejercía el Poder Ejecutivo como designado después de la muerte del presidente Francisco Linares Alcántara.

### Desenlace
El 5 de febrero la resistencia decayó y en la mañana del día siguiente, a solicitud del general Valera este y el general Cedeño se entrevistaron en el puente de La Victoria y se concertó una capitulación. En la tarde el ejército reivindicador entró en la población. La vida y las propiedades de los capitulados quedaron garantizadas. La batalla de La Victoria le abrió a la Revolución Reivindicadora el paso Caracas, donde entró el general Cedeño con sus tropas el 13 de febrero de 1879.